# Walter von Zandt
Walter von Zandt († 1629) war Mitglied im Ritterkanton Kraichgau, Ortsherr zu Mönchzell (1598 bis 1629) und Obervogt von Pforzheim (1601 bis 1609).
Unter Walter von Zandt kam es zu scharfen Auseinandersetzungen mit der Mönchzeller Bürgerschaft. Mönchzell war hessisches Lehen. Die Streitigkeiten führten sogar vor das Reichskammergericht. 1617 erklärten die Mönchzeller, keinen anderen Richter zu haben als die Pfalz. Als hessische Räte zwischen den Mönchzellern und Walter von Zandt wegen der Fron vermitteln wollten, erschien die Gemeinde trotz fünfmaliger Ladung nicht. Die Mönchzeller Bürger suchten in ihrem Streben nach Selbständigkeit gegenüber der Ortsherrschaft Unterstützung bei der Kurpfalz, der die hessische Lehnshoheit über Mönchzell ein Dorn im Auge war. Die Hohe Jagd (Großwild wie Hirsche) wurde Walter von Zandt zeitweise von der Kurpfalz überlassen. Die Niedere Jagd gehörte den Ortsjunkern ohnehin (Rehe, Hasen, Geflügel). 1599 erhielt der Ortsherr von Spechbach die hohe Jagd zwischen Maienbach (Lobbach) und Schwarzbach, 1600 Walter von Zandt die Jagd im übrigen Teil der Mönchzeller und in den angrenzenden Teilen der Meckesheimer Gemarkung.